# 塞夫爾-勒古布站
塞夫爾-勒古布站（法語：Sèvres - Lecourbe）是巴黎地鐵的一個車站，位於巴黎15區塞夫爾路和勒古布路的路口。塞夫爾-勒古布站是巴黎地鐵少數有電梯的車站，也是一個高架車站，開業於1906年4月24日，當時是巴黎二號線南線的車站。

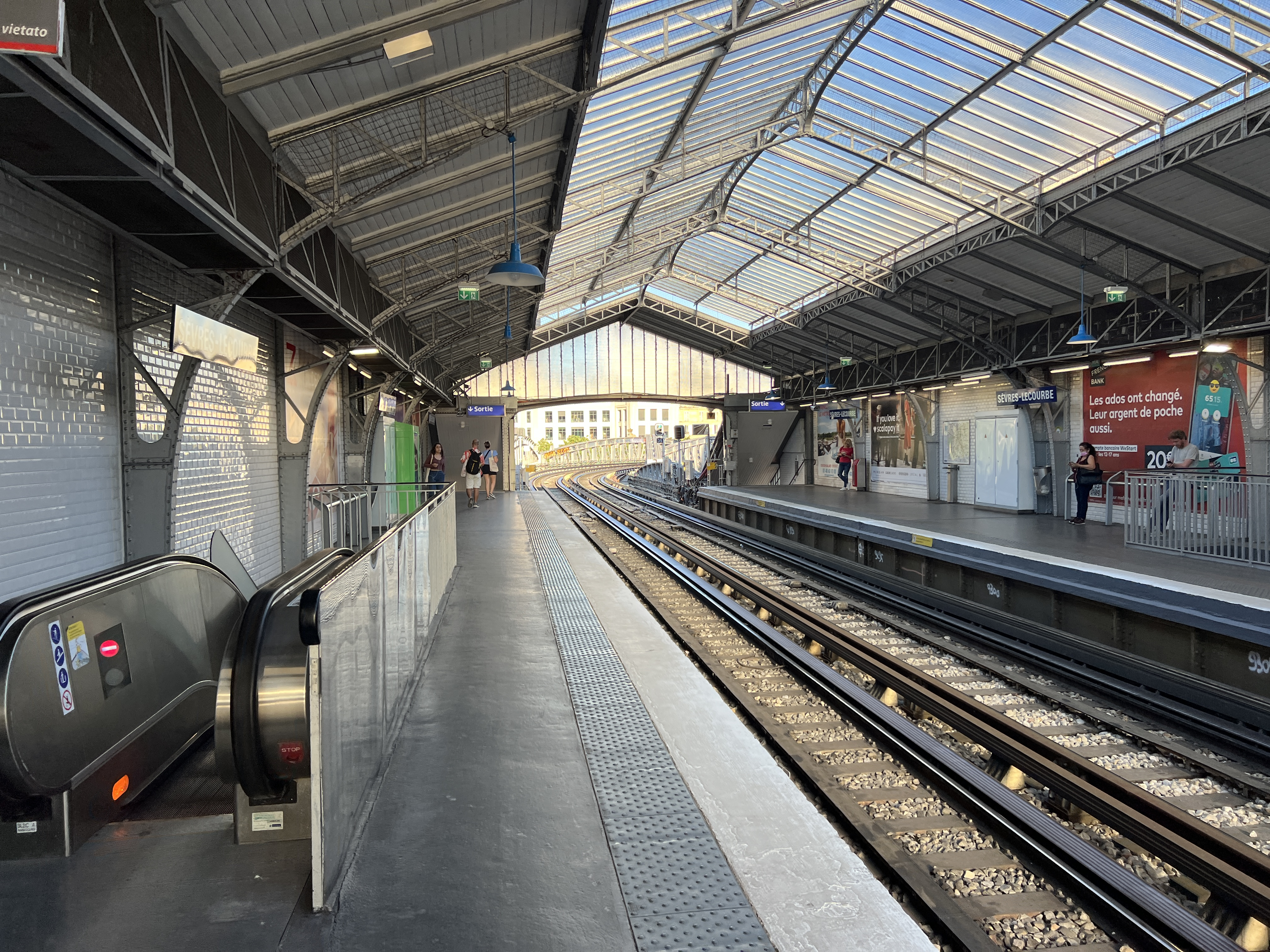
月台 (2022年7月)

## 車站結構
| 月台層 | 側式月台，右側開門 | 側式月台，右側開門             |
| 月台層 | 往夏爾·戴高樂-星形 | 往夏爾·戴高樂-星形（康布罗纳） |
| 月台層 | 往民族             | 往民族（巴斯德）               |
| 月台層 | 側式月台，右側開門 |                                |
| 1F     | 月台連接夾層       |                                |
| 街道層 |                    |                                |